# Xã New Solum, Quận Marshall, Minnesota
Xã New Solum (tiếng Anh: New Solum Township) là một xã thuộc quận Marshall, tiểu bang Minnesota, Hoa Kỳ. Năm 2010, dân số của xã này là 325 người.